# Šévy
Šévy jsou přírodní rezervace v lokalitě Mouřínov u Bučovic v okrese Vyškov. Leží mezi obcemi Marefy a Mouřínovem. Skládá se ze dvou od sebe oddělených částí. Geologickým podkladem jsou zde Ždánický pískovec, třetihorní štěrky a písky, přikryté vápenitou spraší. Důvodem ochrany je cenná lokalita stepní květeny. Přírodní rezervace Šévy je podle nařízení vlády označena jako Evropsky významná lokalita Natura 2000.